# Оленовский сельский совет (Козельщинский район)
Оленовский сельский совет (укр. Оленівська сільська рада) — входит в состав
Козельщинского района
Полтавской области
Украины.
Административный центр сельского совета находится в 
с. Оленовка.

## Населённые пункты совета
- с. Оленовка
- с. Бригадировка
- с. Дзюбановка
- с. Калиновка